# Les Échos de Pologne
Les Échos de Pologne sont une publication périodique mensuelle polonaise indépendante en langue française publiée à Varsovie d'avril 2003 à juillet 2013.

## Histoire
Elle était dirigée par Virginie Little, née Mèmeteau.
Publiée sous forme imprimée diffusée par abonnement et sur certains points de vente en France et en Pologne, elle était également disponible sous forme téléchargeable sur abonnement.
De 2011 à 2013, un complément vidéo, LesÉchosTV était également réalisé.
Virginie Little est à l'origine de l'émission de radio Bonjour Polska qu'elle anima pendant 3 ans de 2010 à 2013 sur Radio Wnet (pl).
Chaque année, un Guide Pratique Francophone, annuaire de contacts utiles aux résidents et visiteurs de langue française, était édité sous la forme d'un supplément au mensuel, se substituant au numéro du mois d'août.